# Wouter Olde Heuvel
Wouter Olde Heuvel (* 18. August 1986 in Losser) ist ein ehemaliger niederländischer Eisschnellläufer. Zu seinen größten Erfolgen gehören zwei Weltmeistertitel in der Teamverfolgung sowie zwei Bronzemedaillen bei Welt- und Europameisterschaften. Er ist Bruder des Eisschnellläufers Remco Olde Heuvel.

## Werdegang
Nachdem Olde Heuvel 2005 in Seinäjoki und 2006 in Erfurt Juniorenweltmeister im Teamlauf wurde und jeweils Silber im Kleinen Vierkampf gewann (2005 hinter Sven Kramer und 2006 hinter Håvard Bøkko), erzielte er zwischen 2007 und 2011 seine größten Erfolge. Nachdem er 2006 in Calgary bei den Mehrkampf-Weltmeisterschaften noch auf dem 15. Platz landete, wurde er 2007 in Heerenveen Siebenter. Im Februar 2007 gewann er in Erfurt bei seinem erst zweiten Weltcupeinsatz sein erstes Weltcuprennen mit dem Team. Bei der Eisschnelllauf-Mehrkampfweltmeisterschaft 2008 in Berlin wurde er Fünfter. Im gleichen Jahr gewann er über die 5000 Meter bei den Eisschnelllauf-Einzelstreckenweltmeisterschaften 2008 in Nagano die Bronzemedaille, bevor er gemeinsam mit Sven Kramer und Erben Wennemars Gold in der Teamwertung gewann. Es war sein erster Weltmeistertitel, den das Dreiergespann im folgenden Jahr verteidigte. Bei der Eisschnelllauf-Mehrkampfweltmeisterschaft 2009 in Hamar verpasste er als Vierter nur knapp eine Medaille, konnte dieser aber mit Bronze in der Gesamtwertung bei der Mehrkampfeuropameisterschaft in Heerenveen gewinnen. An gleicher Stelle fanden ein Jahr später die Mehrkampfweltmeisterschaften statt, die Olde Heuvel als Siebenter abschloss. Bei der letzten Mehrkampfweltmeisterschaft 2011 in Calgary wurde er Achter. In den Jahren 2010 und 2011 gewann Olde Heuvel zudem den Niederländischen Meistertitel im Mehrkampf, nachdem in beiden Jahren sein Mannschaftskollege Sven Kramer nicht an den Meisterschaften teilnahm.
In der Folge musste Olde Heuvel zweimal am Knie operiert werden und fand nach langen Rehabilitationsmaßnahmen erst zur Saison 2014/15 wieder annähernd zurück auf sein altes Leistungsniveau. 2015 wurde er Zweiter bei den Niederländischen Meisterschaften. Nachdem er sich zur Saison 2015/16 erneut verletzte sowie aufgrund einer Zyste in der Hüfte gab Wouter Olde Heuvel im März 2016 sein Karriereende bekannt.
Nach dem Ende seiner aktiven Zeit wechselte Olde Heuvel in den Trainerstab der niederländischen Nationalmannschaft, die er gemeinsam mit Peter Kolder betreute. Nachdem er 2018 bei einem Radausflug mit der Mannschaft eine plötzliche Hirnblutung erlitt und mehrfach operiert werden musste, zog er sich vorerst vom Eisschnelllauf komplett zurück.

## Persönliche Bestzeiten
| Strecke  | Zeit         | Datum             | Ort        |
| -------- | ------------ | ----------------- | ---------- |
| 500 m    | 36,17 s      | 10. März 2013     | Calgary    |
| 1000 m   | 1:09,63 min  | 10. März 2013     | Calgary    |
| 1500 m   | 1:44,24 min  | 13. Februar 2011  | Calgary    |
| 3000 m   | 3:39,36 min  | 26. November 2011 | Astana     |
| 5000 m   | 6:16,26 min  | 17. November 2007 | Calgary    |
| 10.000 m | 13:14,79 min | 29. Dezember 2010 | Heerenveen |